# 엔포스 500
엔포스 500(nForce 500)은 마더보드 칩셋 시리즈이며 엔포스4 시리즈의 후속 제품이다. 2006년 3월 7일 엔비디아에 의해 공개되었고 2006년 5월 23일 출시되었다. nForce 500 시리즈는 AMD의 소켓 AM2를 지원하며 인텔의 LGA 775 지원도 추가되었다.

## 사양
- 쿼드 SLI(4개의 GPU를 동시에 사용 가능하게 함) 및 SLI 링크부스트 개발을 포함한 엔비디아 SLI 기술 지원.
- 최대 6개의 SATA 3 Gbit/s 하드 디스크 및 10개의 USB 2.0 장치 지원.
- 듀얼 RAID 5 지원.

## AMD 프로세서용 칩셋
출처:

### nForce 590 SLIMCP
- 엔투지애스트 듀얼 GPU 세그먼트, 완전한 16+16 SLI 지원.
- C51XE 노스브리지와 MCP55XE 사우스브리지를 사용한다. 이 두 칩은 총 46개의 PCI 익스프레스 레인을 제공한다.

### nForce 570 SLI
- 성능 듀얼 GPU 세그먼트.
- 총 28개의 PCI 익스프레스 레인.

### nForce 570 LT SLI
- 성능 듀얼 GPU 세그먼트.
- 총 20개의 PCI 익스프레스 레인.

### nForce 570 울트라
- 성능 싱글 GPU 세그먼트, SLI 지원 없음.
- 총 20개의 PCI 익스프레스 레인.

### nForce 560 SLI
- 성능 듀얼 GPU 세그먼트, 단일 이더넷 및 4개의 SATA 포트만 제공.
- 총 20개의 PCI 익스프레스 레인.

### nForce 560
- 메인스트림 싱글 GPU 세그먼트, SLI 지원 없음, 단일 이더넷 및 4개의 SATA 포트만 제공.
- 총 19개의 PCI 익스프레스 레인.

### nForce 550
- 메인스트림 싱글 GPU 세그먼트, SLI 및 RAID 5 지원 없음, 단일 이더넷 및 4개의 SATA 포트만 제공.
- 총 20개의 PCI 익스프레스 레인.

### nForce 520
- 밸류/메인스트림 싱글 GPU 세그먼트, SLI 및 RAID 5 지원 없음, 단일 10/100 이더넷 및 4개의 SATA 포트만 제공.
- 총 20개의 PCI 익스프레스 레인.
- MCP65S 노스브리지를 사용한다.

### nForce 520 LE
- 밸류 싱글 GPU 세그먼트, SLI, RAID 0+1 및 RAID 5 지원 없음, 단일 10/100 이더넷, 8개의 USB 포트, 2개의 SATA 포트만 제공.
- 총 20개의 PCI 익스프레스 레인.

### nForce 500 SLI (nForce4 SLI AM2)
- 성능 듀얼 GPU 세그먼트.
- 총 20개의 PCI 익스프레스 레인.

### nForce 500 울트라 (nForce4 울트라 AM2)
- 성능 싱글 GPU 세그먼트.
- 총 20개의 PCI 익스프레스 레인.

### nForce 500 (nForce4 AM2)
- 밸류 싱글 GPU 세그먼트.
- 총 20개의 PCI 익스프레스 레인.

## 인텔 프로세서용 칩셋
출처:

### nForce 590 SLI
- 엔투지애스트 듀얼 GPU 세그먼트, 완전한 x16 + x16 SLI 지원.
- 총 48개의 PCI 익스프레스 레인.

### nForce 570 SLI
- 성능 듀얼 GPU 세그먼트, x8 + x8 SLI 지원.
- 총 20개의 PCI 익스프레스 레인.

## 같이 보기
- 엔비디아 칩셋 비교[3]